# 帕拉戈里奥
帕拉戈里奥（義大利語：Pallagorio），是意大利克罗托内省的一个市镇。总面积41平方公里，人口1400人，人口密度34.1人/平方公里（2009年）。